# Décès en 1062
Décès
- 1058
- 1059
- 1060
- 1061
- 1062
- 1063
- 1064
- 1065
- 1066

Cette page dresse une liste de personnalités mortes au cours de l'année 1062 :
- 27 janvier : Adélaïde de Hongrie, duchesse de Bohême.
- 9 mars : Herbert II du Maine, comte du Maine.
- 22 octobre : 
  - Abe no Sadato, samouraï du clan Abe de l'époque de Heian de l'histoire du Japon.
  - Fujiwara no Tsunekiyo, membre de la branche militaire Hidesato du Clan Fujiwara, père de Fujiwara no Kiyohira, fondateur de la dynastie des Ōshū Fujiwara, considéré comme un traître.

- Abu Mansur Fulad Sutun (en), dernier émir Bouyide de Fars.
- Al-Quda'i (en), juge, historien égyptien.
- Bao Zheng, fonctionnaire (administrateur et juge) de la dynastie Song.
- Bologhine ibn Muhammad ibn Hammad, quatrième souverain de la dynastie berbère hammadide, qui règne sur le Maghreb central (Algérie).
- Guillaume de Weimar, comte de Weimar sous le nom de Guillaume IV, puis margrave de Misnie.
- Jérôme, évêque de Wrocław.
- Nissim Gaon, rabbin et exégète tunisien.
- Al-Muizz ben Badis, troisième émir ziride régnant en Ifriqiya.
- Mu'izz al-Dawla Thimal, émir d'Alep.

date incertaine
- vers 1062 : 
  - Ælfgar, noble anglo-saxon.

- février 1061 ou 1062[1] :
  - Geoffroi Ier de Provence, comte de Provence.

## Crédit d'auteurs
- Cet article est partiellement ou en totalité issu de l'article intitulé « 1062 » (voir la liste des auteurs).